# Jod (slovo)
Jod (יוד) je 10. slovo hebrejskog pisma i ima brojčanu vrijednosti od 10. 

## Povijest
Hebrejsko slovo Jod ima istu povijesnu pozadinu kao i fenički jod, iz ojeg je nastalo arapski Ja, grčki Jota i latinska slova I i J. U grčkom pismo je iz suglasnika nastao samoglasnik. U modernom, hebrejskom pismu (Irvit) Jod je suglasnik i označava samoglasnik za zvuk I. Slijedi jedan Jod drugi onda ta dva slova stoje za zvuk AI ili EY.  Fenička verzija Jod-a je stilizirana slika ruke (hebr.: jad).

## Primjeri
- ירושלים jerushalajim: Jeruzalem
- ישראל jisra'el: Izrael
- ישוע jeshúa': Isus
- סידור: Siddur
- בייבי Beba

## Šifra znaka
|          | Unikod | Unikod            | HTML     | HTML | izgled ovisi o pregledniku | poveznice (engl.)                |
| k. točka | naziv  | kod               | entitet  |      | izgled ovisi o pregledniku | poveznice (engl.)                |
| -------- | ------ | ----------------- | -------- | ---- | -------------------------- | -------------------------------- |
| slovo י  | U+05d9 | HEBREW LETTER YOD | &#x05d9; | nema | י                          | detaljni podaci test preglednika |

U standardu ISO 8859-8 simbol ima kod 0xe9.